# 吉田晴風
吉田 晴風（よしだ せいふう、1891年（明治24年）6月24日 - 1950年（昭和25年）6月30日）は、日本の尺八奏者、邦楽作曲家。本名は吉田 康次（よしだ やすじ）。旧号は吉田 竹堂（よしだ ちくどう）。

## 生涯

### 生い立ちと尺八との出会い
1891年（明治24年）、熊本県玉名郡長洲町で酒造業を営む家に生まれる。父の死後、7歳で家業が途絶える。1898年（明治31年）、長洲町立長洲小学校在学中に近所の若者が吹く尺八の音色に魅了され、翌年には親戚から尺八を贈られ演奏を始めた。1908年（明治41年）、熊本商業学校（現・熊本県立熊本商業高等学校）に入学後、姉の援助で本格的な尺八を購入し、琴古流の鳥井虚霧洞に師事した。

### 商売と音楽への転身
1911年（明治44年）、熊本商業学校を首席で卒業後、日本統治時代の朝鮮に渡り大豆貿易商として修業したのち、穀物商として独立。1914年（大正3年）、京城府で宮城道雄（箏曲家）と出会い、生涯の友情を結ぶ。同年、韓湖農工銀行の疑獄事件に巻き込まれ商売を断念し、尺八奏者としての道を決意した。

### 上京と音楽活動
1915年（大正4年）、上京し日本音楽学校に入学。上京後は貧しく、母を東京に呼びよせ、牛込区筑土八幡町の高台の棟割長屋に、母と、友人の堀潮（のちに思想史家）と3人で暮らした。1917年（大正6年）には宮城道雄を東京に招き、駅頭で感動の再会を果たす。1918年（大正7年）、箏曲家の熊谷京子（後の吉田恭子）と結婚。1919年（大正8年）、学生尺八大会を創設。
1920年（大正9年）、宮城道雄、本居長世と共に「新日本音楽」を提唱し、第1回演奏会を開催。1923年（大正12年）、関東大震災後の遣米答礼音楽使節として渡米。

### 戦間期・第二次世界大戦中の活動
1932年（昭和7年）、晴風会を組織し全国で尺八普及運動を展開。1937年（昭和12年）、シャム（現・タイ王国）に芸術使節として訪問し、タイ文化勲章を受章。
1940年（昭和15年）、皇紀2600年記念事業として尺八二千六百人パレードを主導。太平洋戦争末期の、1945年（昭和20年）、小田原市に疎開し、以後終生同地で過ごした。